# BBC Radio 2 Folk Awards

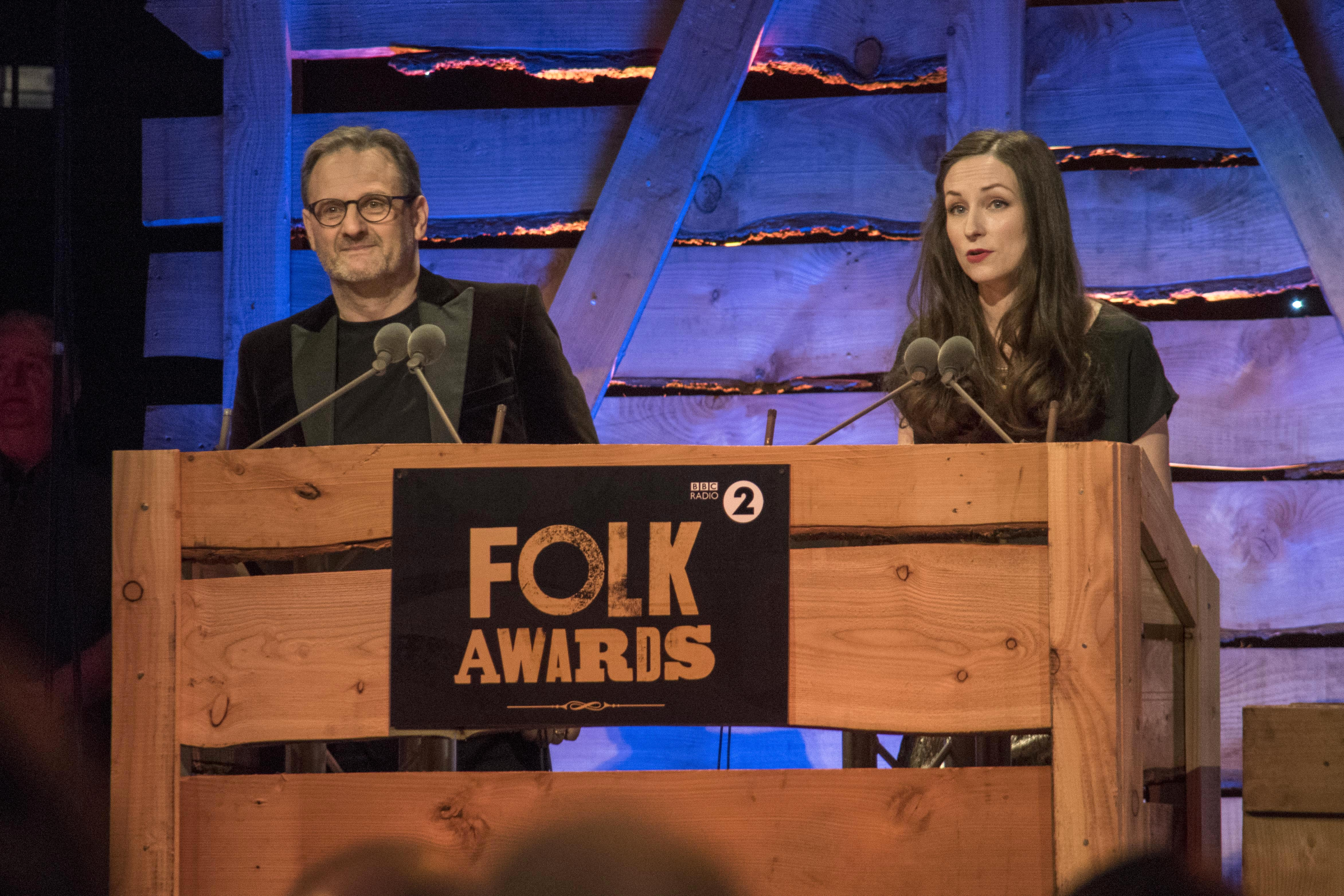
Mark Radcliffe en Julie Fowlis bij de BBC Radio 2 Folk Awards in 2016.

De BBC Radio 2 Folk Awards is een Britse muziekprijs voor folkmuziek. De prijs was een samenwerking van BBC Radio 2 en productiebedrijf 7digital Creative, voorheen Smooth Operations. De prijs was bedacht door Smooth Operations en volgens Kellie While van 7digital geïnspireerd door de Amerikaanse Country Music Awards. De prijzen werden voor het eerst uitgereikt in 2000, en voor het laatst in 2019. De prijsuitreiking werd uitgezonden op BBC Radio 2. The Guardian schreef in 2014, na de uitreiking van de awards in de Royal Albert Hall in Londen, dat carrières gemaakt kunnen worden dankzij de awards, en dat de awards zeer serieus worden genomen.

## Selectieproces
De selectie van genomineerden en winnaars gebeurde onder leiding van het Folk Awards Committee. Dit bestond uit twee BBC-medewerkers, twee medewerkers van het productiebedrijf 7digital Creative en een externe deskundige.
Het Folk Awards Committee selecteerde elk jaar een panel van 150 vertegenwoordigers uit de Britse folkwereld, waaronder omroepen, journalisten, platenproducenten, festivalorganisatoren, locatieboekers, directeuren van platenmaatschappijen, agenten en promotors. In de meeste categorieën werden de genomineerden en winnaars gekozen door dit panel. Enkele bredere categorieën, waaronder de 'Lifetime Achievement Award' en de 'Good Tradition Award' werden gekozen door het Folk Awards Committee.

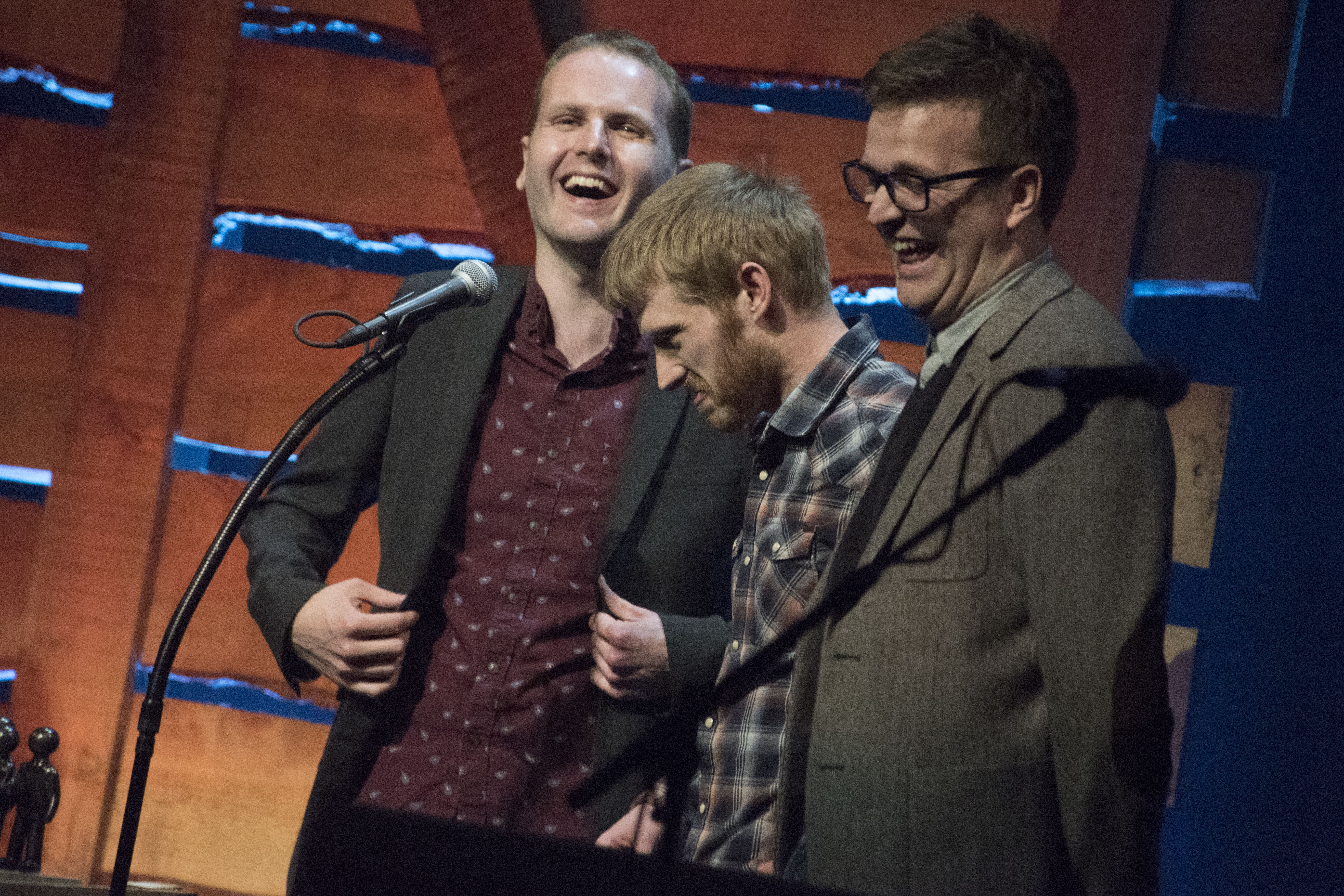
The Young'Uns bij de BBC Radio 2 Folk Awards in 2016.

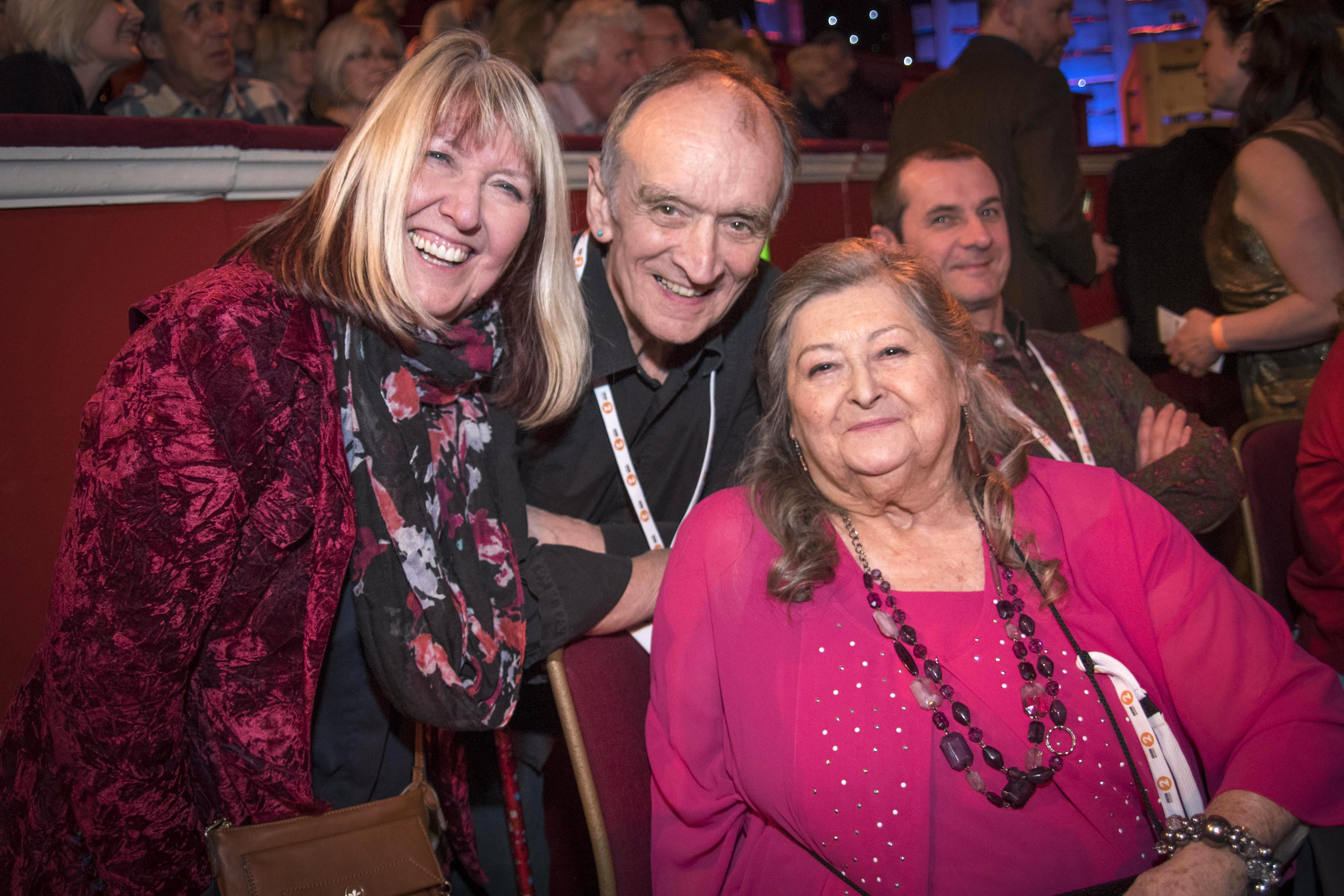
Maddy Prior, Martin Carthy en Norma Waterson bij de BBC Radio 2 Folk Awards in 2016.

Sinds 2013 werd het proces, na kritiek op de transparantie, aangepast voor enkele categorieën. De winnaar van de categorie 'Beste Album' werd bepaald door een openbare stemming op de BBC-website. De winnaars van de categorieën 'Best Original Track' en 'Best Traditional Track' werd bepaald door een klein panel van juryleden, benoemd door het Folk Awards Committee, waarvan de identiteit bekend werd gemaakt.
Er was in het verleden kritiek op het selectieproces. De organisatie werd beschuldigd van vooringenomenheid, vriendjespolitiek en gebrek aan transparantie. In 2012 meldde The Independent dat er minstens twee formele verzoeken zijn geweest om de panelleden bekend te maken. De BBC wees deze verzoeken af en liet weten dat de panelleden geheim werden gehouden om lobbywerk en omkoping te voorkomen.

## Prijswinnaars

### 2019[7]
- Folk Singer of the Year: Ríoghnach Connolly
- Best Duo/Group: Catrin Finch & Seckou Keita
- Horizon Award: Brìghde Chaimbeul
- Best Traditional Track: The Foggy Dew - Ye Vagabonds
- Best Original Song: I Burn but I Am Not Consumed - Karine Polwart
- Best Album: Hide and Hair - The Trials of Cato
- Musician of the Year: Seckou Keita
- Young Folk Award: Maddie Morris
- Lifetime Achievement Awards: Dervish en Wizz Jones
- Hall of Fame: Leonard Cohen

### 2018[8]
- Folk Singer of the Year: Karine Polwart
- Best Duo: Chris Stout & Catriona McKay
- Best Group: Lankum
- Best Album: Strangers - The Young'uns
- Horizon Award: Ímar
- Musician of the Year: Mohsen Amini
- Young Folk Award: Mera Royle
- Best Original Track: The Granite Gaze - Lankum
- Best Traditional Track: Banks of Newfoundland - Siobhan Miller
- Lifetime Achievement Award: Dónal Lunny
- Hall of Fame: Nick Drake
- Good Tradition Award: Armagh Pipers Club

### 2017[9]
- Folk Singer of the Year: Kris Drever
- Best Duo: Ross Ainslie & Ali Hutton
- Best Group: The Furrow Collective
- Best Album: Songs of Separation - Songs of Separation
- Horizon Award: Daoirí Farrell
- Musician of the Year: Rachel Newton
- Young Folk Award: Josie Duncan & Pablo Lafuente
- Best Original Song: If Wishes Were Horses - Kris Drever
- Best Traditional Track: Van Diemen's Land - Daoirí Farrell
- Lifetime Achievement Awards: Al Stewart en Ry Cooder
- Hall of Fame: Woody Guthrie

### 2016[10]
- Folk Singer of the Year: Rhiannon Giddens
- Best Duo: Kathryn Roberts en Sean Lakeman
- Best Group: The Young'uns
- Best Album: Mount the Air - The Unthanks
- Horizon Award: Sam Kelly
- Musician of the Year: Andy Cutting
- Young Folk Award: Brìghde Chaimbeul

- Best Original Song: Makreel - The Rheingans Sisters

- Best Traditional Track: Lovely Molly - Sam Lee
- Lifetime Achievement Awards: Joan Armatrading en Norma Waterson
- Good Tradition Award: John McCusker

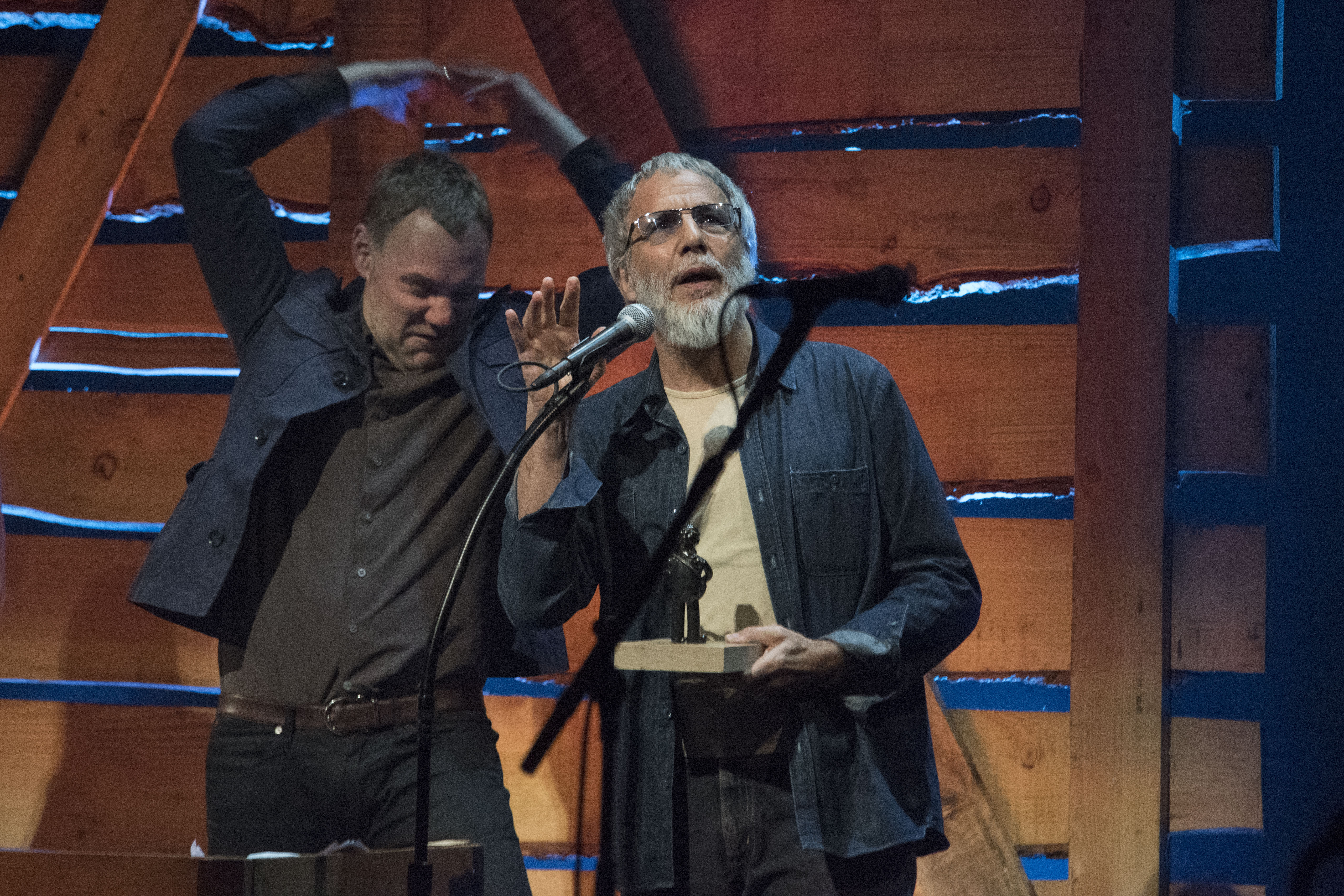
Cat Stevens (Yusuf Islam) bij de BBC Radio 2 Folk Awards in 2015.

- Hall of Fame: Sandy Denny

### 2015[11]
- Folk Singer of the Year: Nancy Kerr
- Best Duo: Josienne Clarke en Ben Walker
- Best Group: The Young'uns
- Best Album: Tincian - 9Bach
- Horizon Award: The Rails
- Musician of the Year: Sam Sweeney
- Young Folk Award: Talisk
- Best Original Song: Swim to the Star - Peggy Seeger/Calum MacColl
- Best Traditional Track: Samhradh Samhradh - The Gloaming
- Lifetime Achievement Awards: Yusuf Islam/Cat Stevens en Loudon Wainwright III
- Good Tradition Award: Meredydd Evans
- Hall of Fame: Ewan MacColl

### 2014[12]
- Folk Singer of the Year: Bella Hardy
- Best Duo: Phillip Henry en Hannah Martin
- Best Group: The Full English
- Best Album: The Full English - The Full English
- Horizon Award: Greg Russell en Ciaran Algar
- Musician of the Year: Aidan O'Rourke
- Young Folk Award: Het Mischa Macpherson Trio
- Best Original Song: Two Ravens - Lisa Knapp
- Best Traditional Track: Willie of Winsbury - Anaïs Mitchell en Jefferson Hamer
- Lifetime Achievement Awards: Clannad en Martin Carthy
- Good Tradition Award: Cambridge Folk Festival

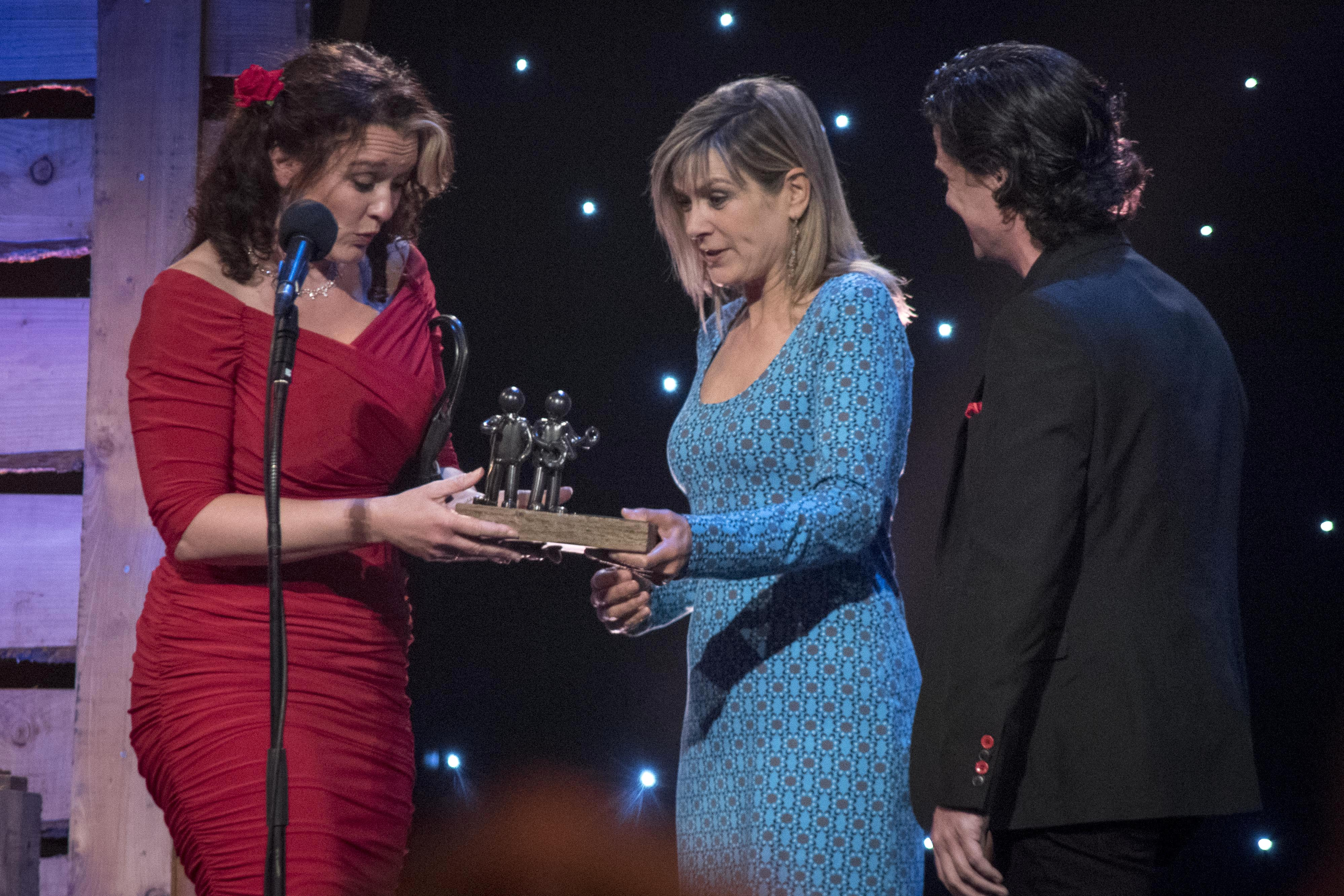
Kathryn Roberts en Sean Lakeman bij de BBC Radio 2 Folk Awards in 2016.

- Hall of Fame: Cecil Sharp

### 2013[13]
- Folk Singer of the Year: Nic Jones
- Best Duo: Kathryn Roberts en Sean Lakeman
- Best Group: Lau
- Best Album: Broadside - Bellowhead
- Horizon Award: Blair Dunlop
- Musician of the Year: Kathryn Tickell
- Young Folk Award: Greg Russell en Ciaran Algar
- Best Original Song: Hatchlings - Emily Portman
- Best Traditional Track: Lord Douglas - Jim Moray
- Lifetime Achievement Awards: Aly Bain en Roy Harper
- Lifetime Achievement Award voor bijdrage aan songwriting: Dougie MacLean
- Roots Award: Billy Bragg

### 2012[14]
- Folk Singer of the Year: June Tabor
- Best Duo: Tim Edey & Brendan Power
- Best Traditional Track: Bonny Bunch of Roses - June Tabor & Oysterband
- Best Group: June Tabor & Oysterband
- Young Folk Award: Ioscaid
- Musician of the Year: Tim Edey
- Best Original Song: The Herring Girl - Bella Hardy en The Reckoning - Steve Tilston
- Horizon Award: Lucy Ward
- Best Album: Ragged Kingdom – June Tabor & Oysterband
- Lifetime Achievement Awards: The Dubliners en Don McLean
- Best Live Act: The Home Service
- Good Tradition Award: Ian Campbell en Bill Leader

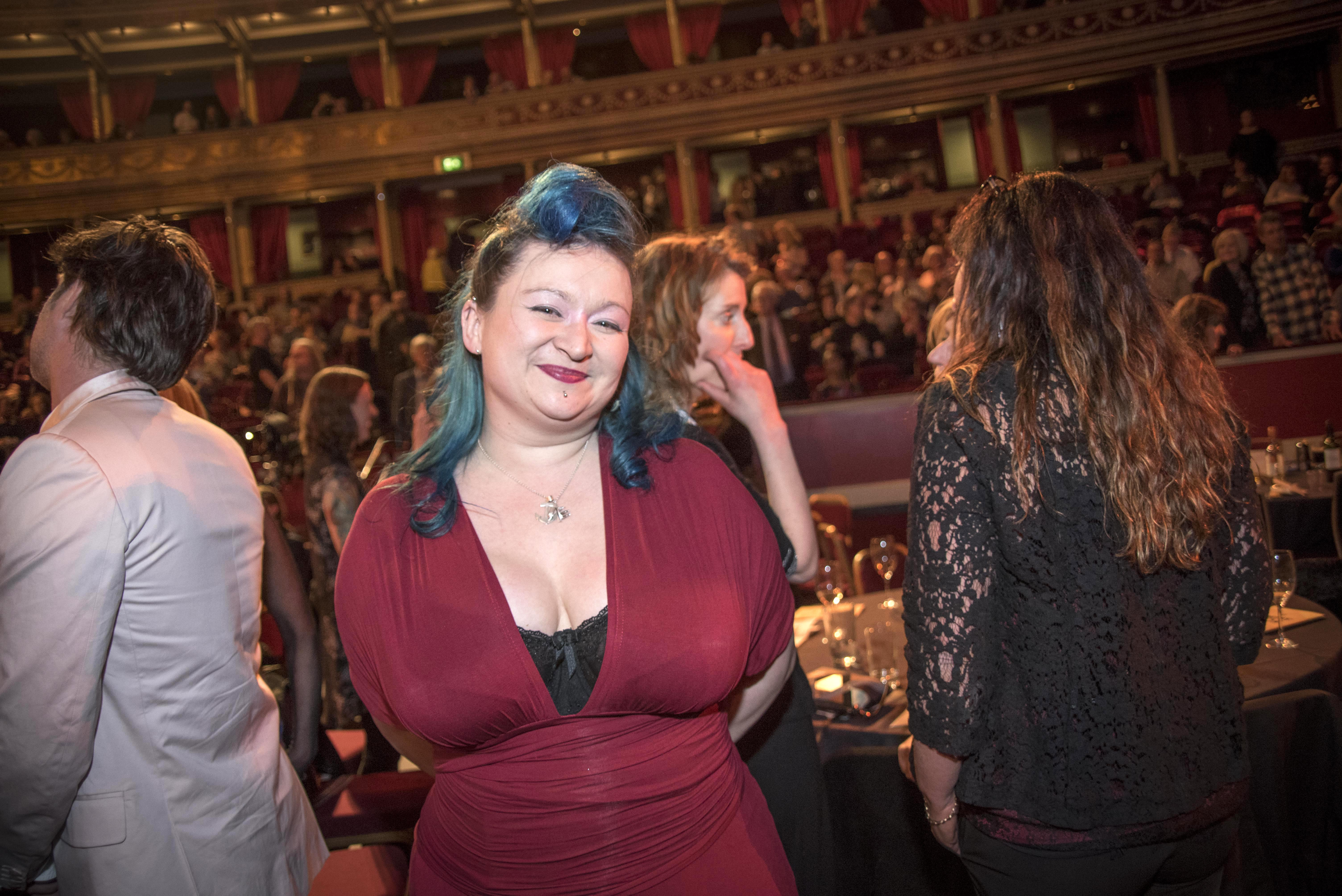
Eliza Carthy bij de BBC Radio 2 Folk Awards in 2016.

- Roots Award: Malcolm Taylor

### 2011[15]
- Folk Singer of the Year: Chris Wood
- Best Duo: Nancy Kerr en James Fagan
- Best Traditional Track: Poor Wayfaring Stranger - Eliza Carthy & Norma Waterson
- Best Group: Bellowhead
- Young Folk Award: Moore, Moss & Rutter
- Musician of the Year: Andy Cutting
- Best Original Song: Hollow Point - Chris Wood
- Horizon Award: Ewan McLennan
- Best Album: Cadeau – Eliza Carthy & Norma Waterson
- Lifetime Achievement Award: Donovan
- Best Live Act: Bellowhead
- Good Tradition Award: Fisherman's Friends

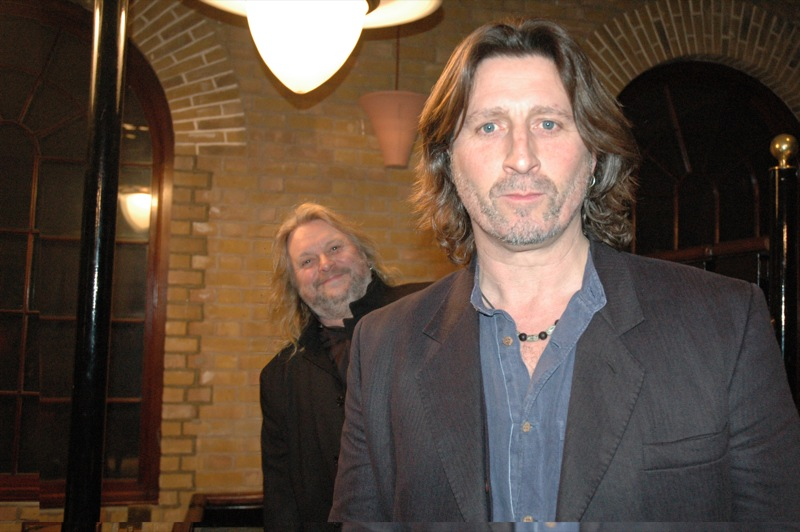
Show of Hands bij de BBC Radio 2 Folk Awards in 2006.

- Roots Award: Levellers

### 2010[16]
- Folk Singer of the Year: Jon Boden
- Best Duo: Show of Hands
- Best Group: Lau
- Best Album: Hill of Thieves van Cara Dillon
- Best Original Song: Arrogance Ignorance and Greed door Steve Knightley (uitgevoerd door Show of Hands)
- Best Traditional Track: Sir Patrick Spens van Martin Simpson
- Horizon Award: Sam Carter
- Musician of the Year: John Kirkpatrick
- Best Live Act: Bellowhead
- Lifetime Achievement Award: Nanci Griffith en Dick Gaughan
- Folk Club Award: The Magpies Nest
- Good Tradition Award: Transatlantic Sessions

### 2009[17]
- Folk Singer of the Year: Chris Wood
- Best Duo: Chris While en Julie Matthews
- Best Group: Lau
- Best Album: Trespasser van Chris Wood
- Best Original Song: All You Pretty Girls van Andy Partridge (uitgevoerd door Jim Moray)
- Best Traditional Track: The Lark in the Morning van Jackie Oates
- Horizon Award: Jackie Oates
- Musician of the Year: Tom McConville
- Best Live Act: The Demon Barbers
- Lifetime Achievement Awards: James Taylor en Judy Collins
- Folk Club Award: Black Swan Folk Club, York

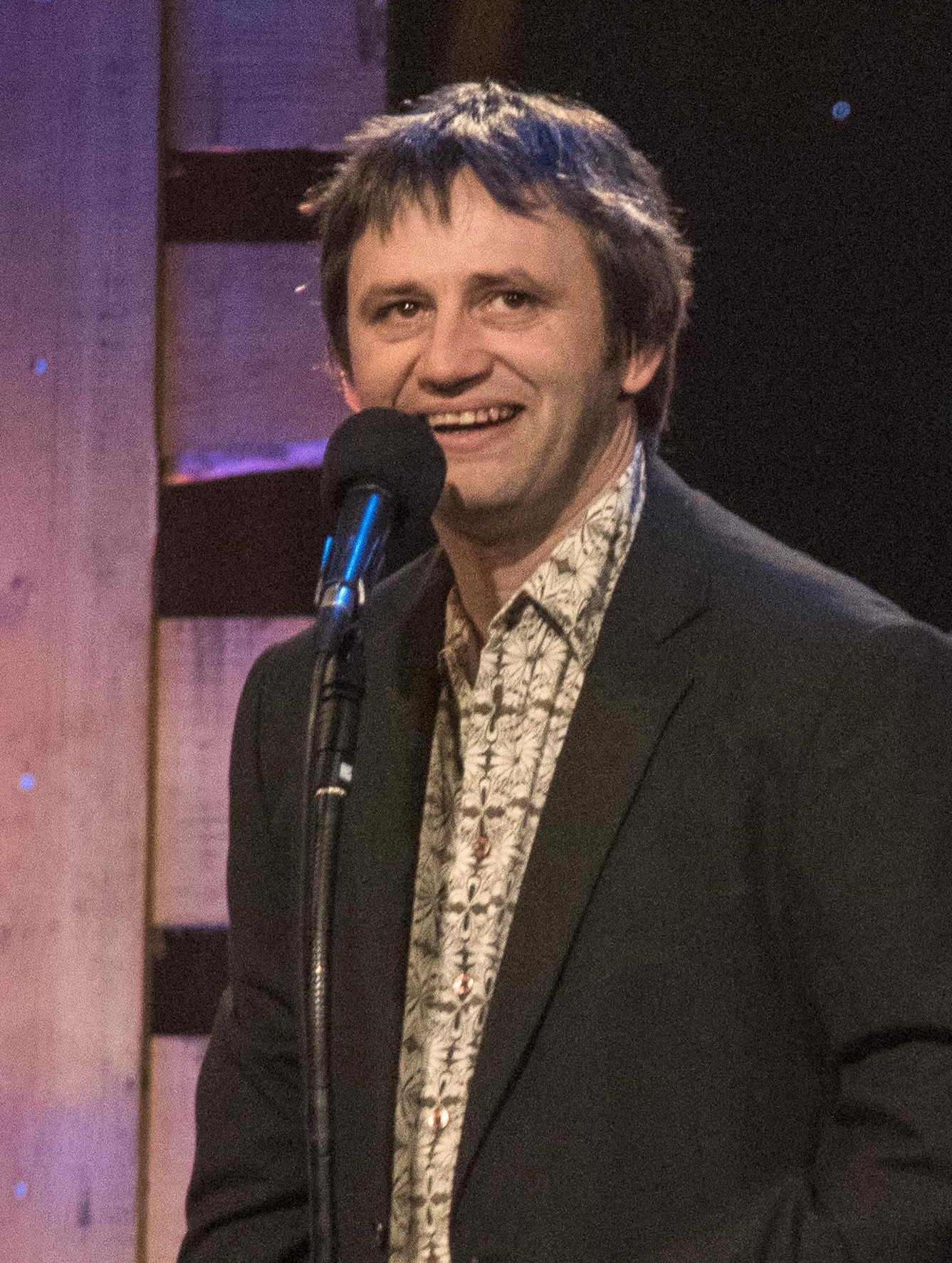
Andy Cutting bij de BBC Radio 2 Folk Awards in 2016.

### 2008[18]
- Folk Singer of the Year: Julie Fowlis
- Best Duo: John Tams en Barry Coope
- Best Group: Lau
- Best Album: Prodigal Son van Martin Simpson
- Best Original Song: Never Any Good van Martin Simpson
- Best Traditional Track: Cold Haily Rainy Night van The Imagined Village
- Horizon Award: Rachel Unthank en de Winterset
- Musician of the Year: Andy Cutting
- Best Live Act: Bellowhead
- Lifetime Achievement Award: John Martyn
- Good Tradition Award: Shirley Collins
- Folk Club Award: Dartford Folk Club

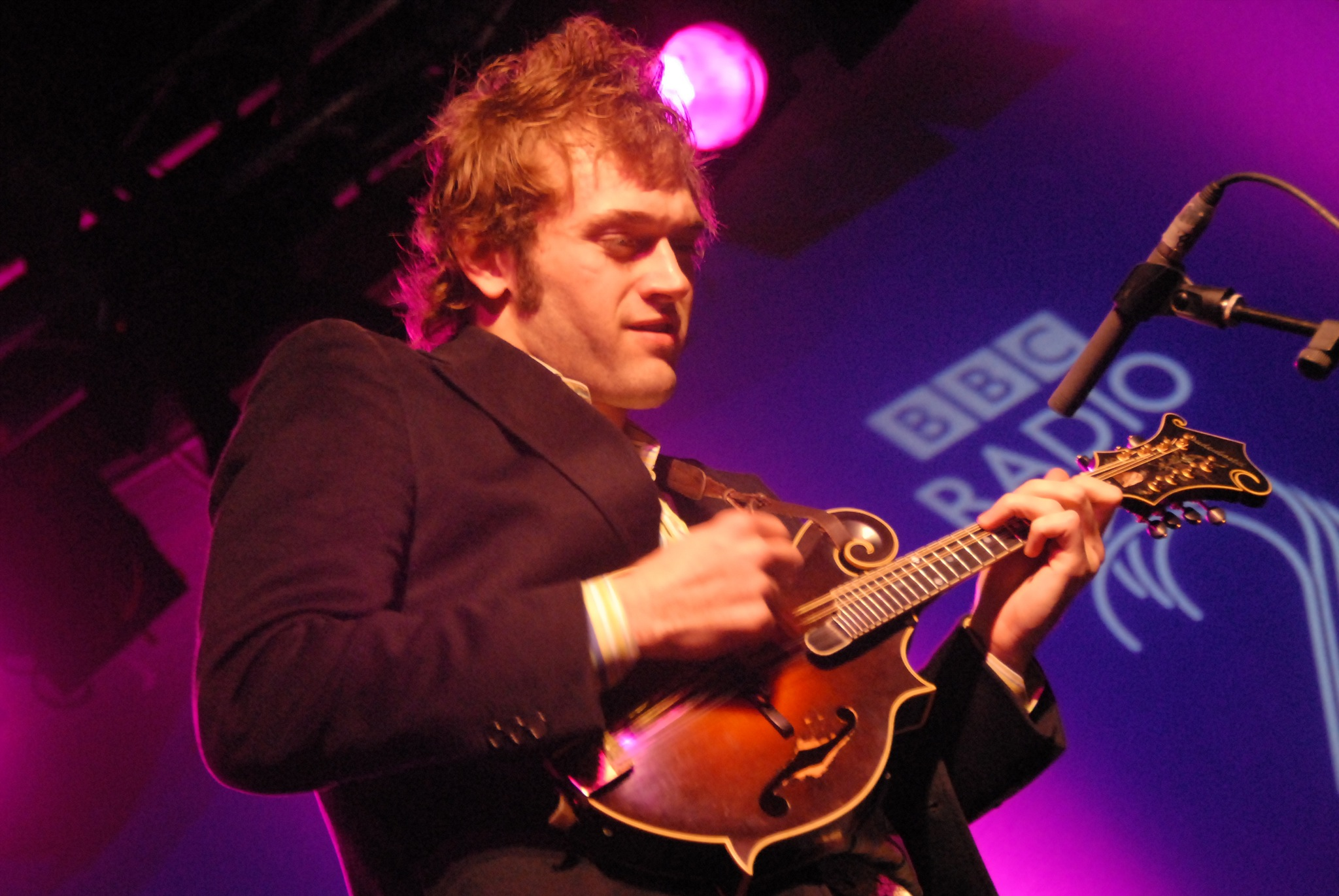
Chris Thile bij de BBC Radio 2 Folk Awards in 2007.

### 2007[18]
- Folk Singer of the Year: Seth Lakeman
- Best Duo: Martin Carthy en Dave Swarbrick
- Best Group: Bellowhead
- Best Album: Freedom Fields van Seth Lakeman
- Best Original Song: Daisy van Karine Polwart
- Best Traditional Track: Barleycorn (uitgevoerd door Tim van Eyken)
- Musician of the Year: Chris Thile
- Horizon Award: Kris Drever
- Best Live Act: Bellowhead
- Lifetime Achievement Awards: Pentangle en Danny Thompson
- Good Tradition Award: Nic Jones
- Folk Club Award: The Ram Club
- Favorite Folk Track Award (publieksprijs): Who Knows Where The Time Goes (Sandy Denny / Fairport Convention)

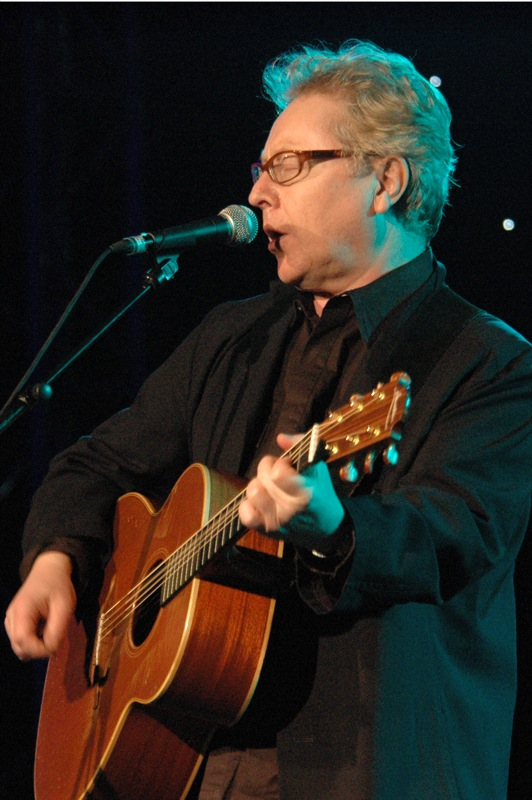
Paul Brady bij de BBC Radio 2 Folk Awards in 2006.

### 2006[18]
- Folk Singer of the Year: John Tams
- Best Duo: John Spires en Jon Boden
- Best Group: Flook
- Best Album: The Reckoning van John Tams
- Best Original Song: One In A Million van Chris Wood en Hugh Lupton
- Best Traditional Track: Bitter Withy (uitgevoerd door John Tams )
- Horizon Award: Julie Fowlis
- Musician of the Year: Michael McGoldrick
- Lifetime Achievement Awards: Paul Brady en Richard Thompson
- Best Live Act: Kate Rusby
- Good Tradition Award: Ashley Hutchings
- Folk Club Award: Red Lion, Birmingham
- Most Influential Folk Album of All Time (publieksprijs): Liege and Lief van Fairport Convention

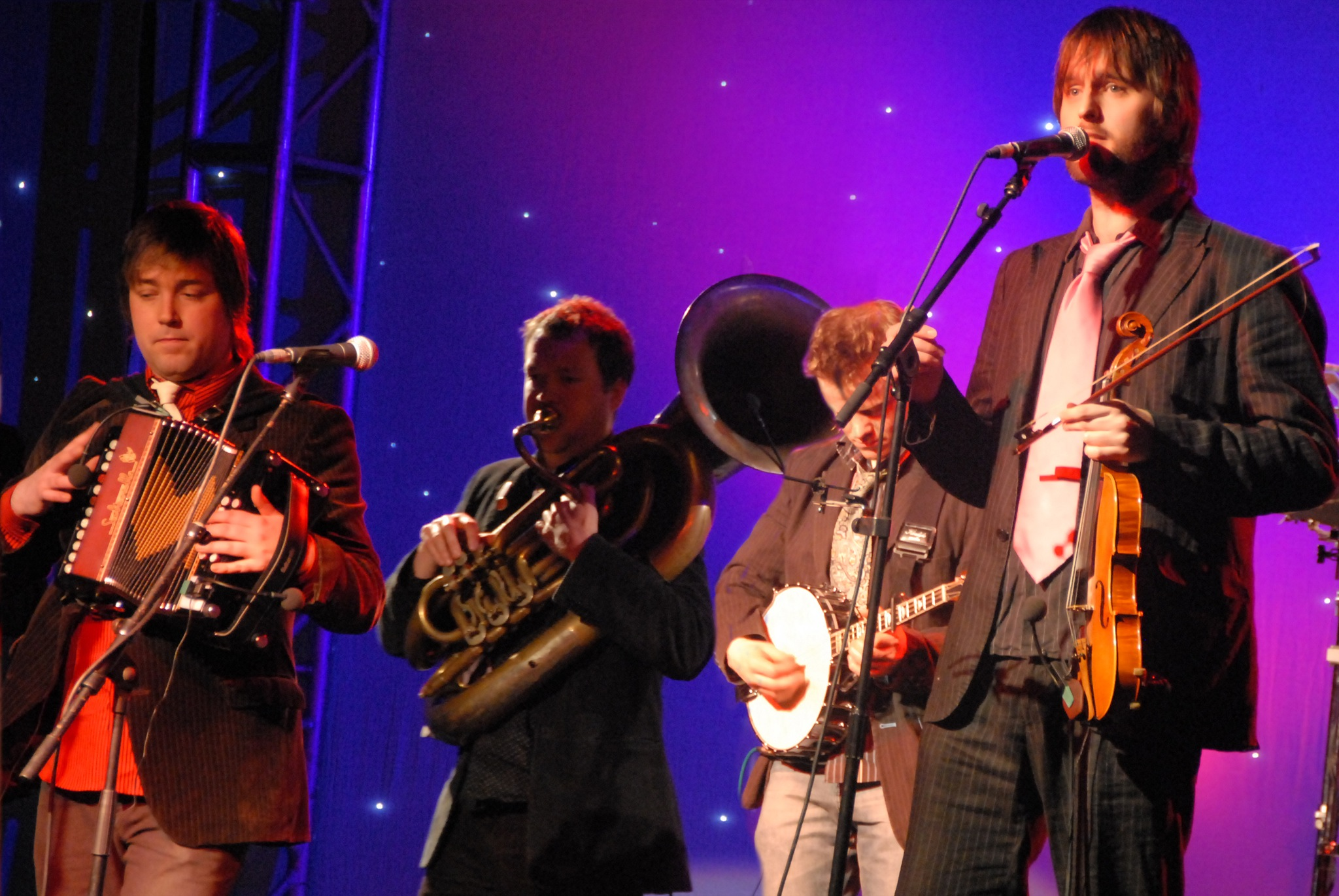
Bellowhead bij de BBC Radio 2 Folk Awards in 2007.

### 2005[18]
- Folk Singer of the Year: Martin Carthy
- Best Duo: Aly Bain en Phil Cunningham
- Best Group: Oysterband The Big Session
- Best Album: Faultlines van Karine Polwart
- Best Original Song: The Sun's Comin' Over The Hill van Karine Polwart
- Best Traditional Track: Famous Flower Of Serving Men (uitgevoerd door Martin Carthy)
- Horizon Award: Karine Polwart
- Musician of the Year: Kathryn Tickell
- Lifetime Achievement Award: Ramblin'Jack Elliott
- Lifetime Achievement Award (songwriting): Tom Paxton
- Best Live Act: Bellowhead
- Best Dance Band: Whapweasel
- Good Tradition Award: Steeleye Span

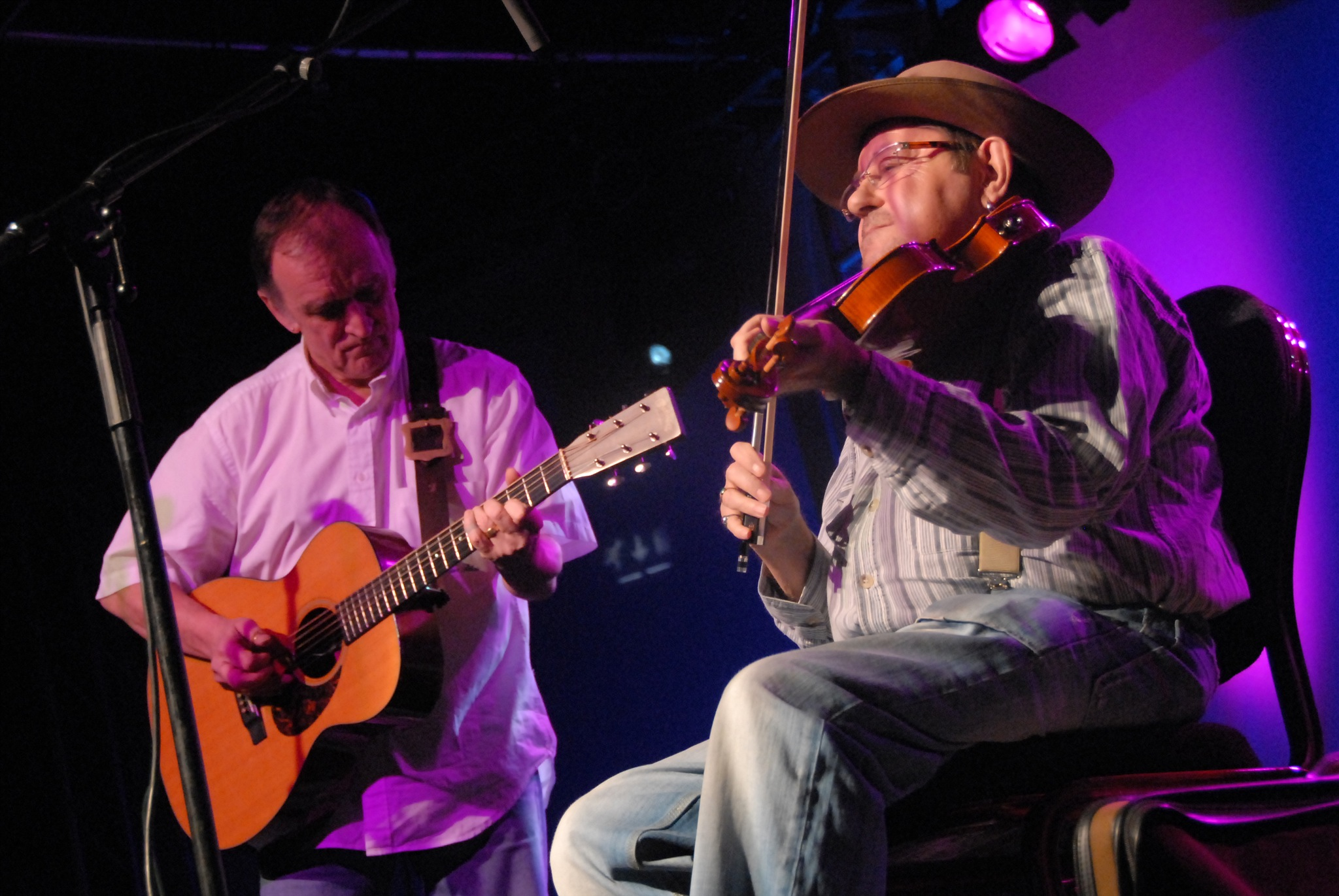
Martin Carthy and Dave Swarbrick bij de BBC Radio 2 Folk Awards in 2007.

- Folk Club Award: Hitchin Folk Clu

### 2004[18]
- Folk Singer of the Year: June Tabor
- Best Duo: John Spiers en Jon Boden
- Best Group: Danú
- Best Album: Sweet England van Jim Moray
- Best Original Song: Co. Down van Tommy Sands (uitgevoerd door Danú)
- Best Traditional Track: Hughie Graeme (uitgevoerd door June Tabor)
- Horizon Award: Jim Moray
- Musician of the Year: Martin Simpson
- Lifetime Achievement Award: Dave Swarbrick
- Lifetime Achievement Award (songwriting): Steve Earle
- Best Live Act: Show of Hands
- Good Tradition Award: Celtic Connections
- Folk Club Award: Rockingham Arms, Wentworth

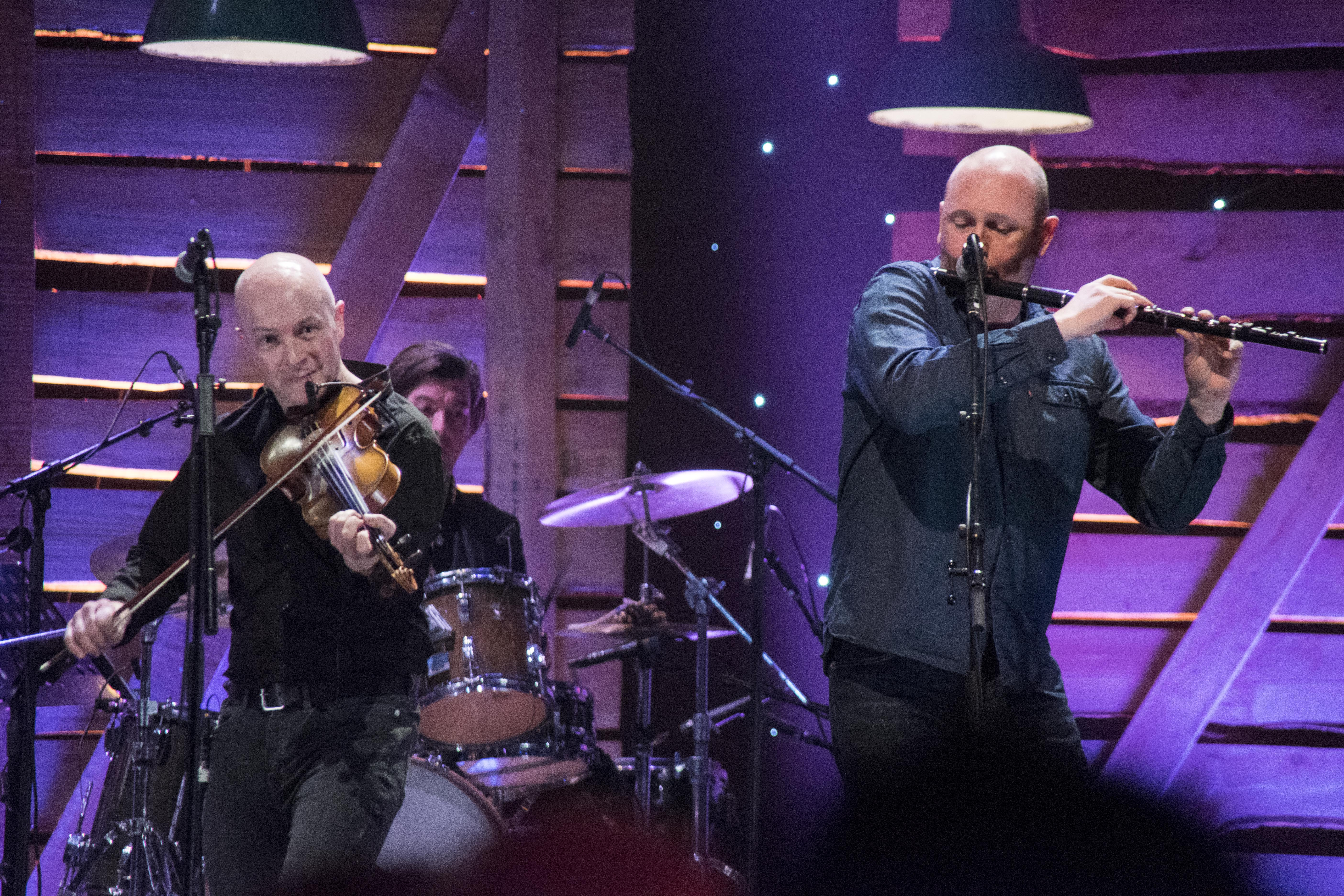
John McCusker bij de BBC Radio 2 Folk Awards in 2016.

### 2003[18]
- Folk Singer of the Year: Eliza Carthy
- Best Duo: Nancy Kerr en James Fagan
- Best Group: Altan
- Best Album: Anglicana van Eliza Carthy
- Best Original Song: No Telling uitgevoerd door Linda Thompson
- Best Traditional Track: Worcester City, uitgevoerd door Eliza Carthy
- Horizon Award: John Spiers en Jon Boden
- Instrumentalist of the Year: John McCusker
- Lifetime Achievement Award: Christy Moore
- Lifetime Achievement Award (songwriting): John Prine
- Best Live Act: Roy Bailey en Tony Benn
- Good Tradition Award: Oysterband
- Folk Club Award: Edinburg

### 2002[18]
- Folk Singer of the Year: Martin Carthy
- Best Album: The Bramble Briar van Martin Simpson
- Best Original Song: Lullabye van Kate Rusby
- Best Traditional Track: Black Is the Color uitgevoerd door Cara Dillon
- Best Group: Cherish the Ladies
- Horizon Award: Cara Dillon
- Instrumentalist of the Year: Martin Simpson
- Lifetime Achievement Award: The Chieftains
- Lifetime Achievement Award (songwriting): Ralph McTell
- Lifetime Achievement Award: Fairport Convention
- Folk Club Award: Nettlebed
- Best Live Act: Rory McLeod

### 2001[18]
- Folk Singer of the Year: Norma Waterson
- Best Album: Unity van John Tams
- Best Original Song: Harry Stone (Hearts of Coal) van John Tams
- Best Group: Danú
- Horizon Award: Bill Jones
- Instrumentalist of the Year: Michael McGoldrick
- Lifetime Achievement Award: Bert Jansch
- Radio 2 Special Roots Award: Taj Mahal

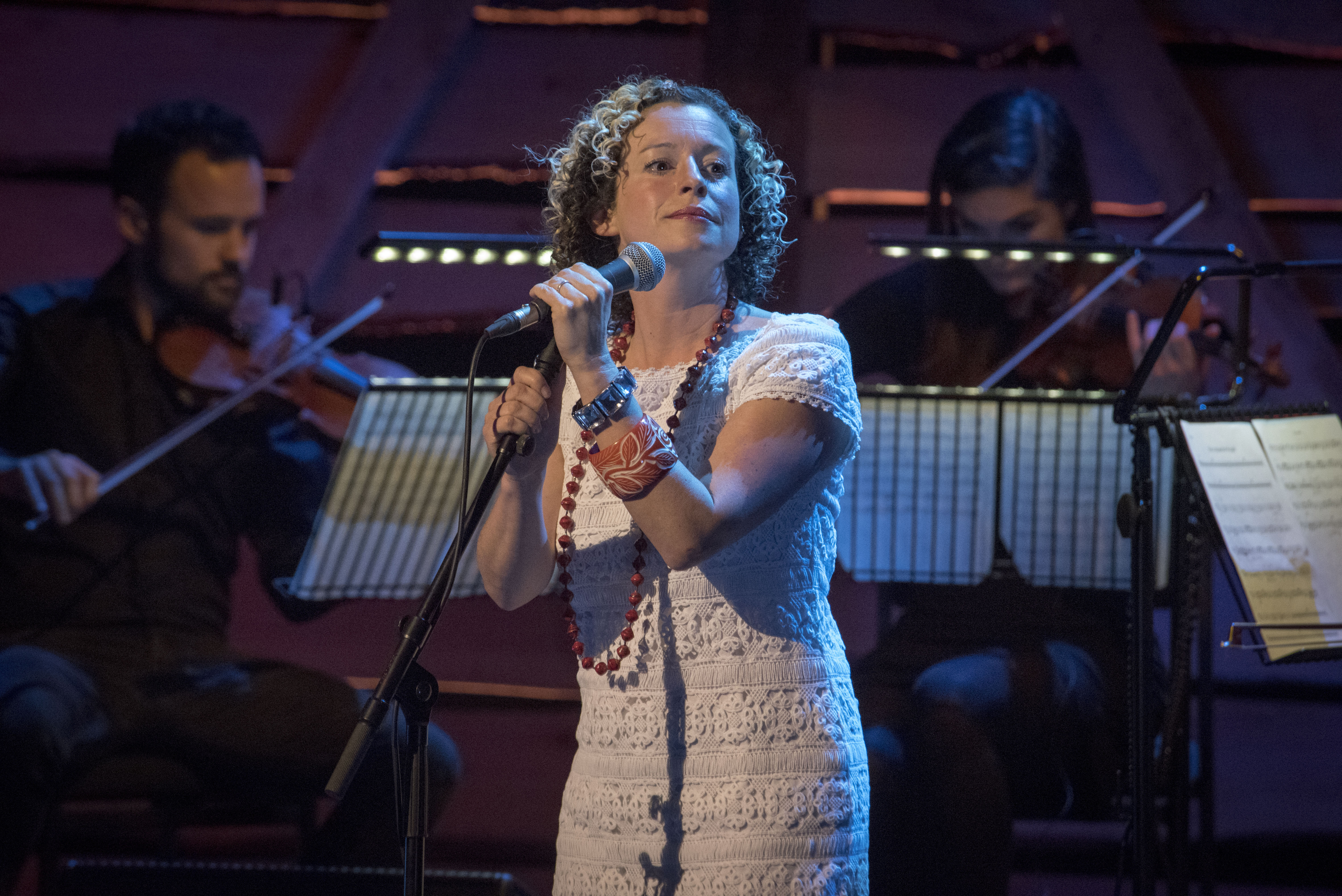
Kate Rusby bij de BBC Radio 2 Folk Awards in 2015.

- Good Tradition Award: Bob Copper
- Folk Club Award: The Davy Lamp
- Best Live Act: Vin Garbutt

### 2000[18]
- Folk Singer of the Year: Kate Rusby
- Best Album: Sleepless van Kate Rusby
- Best Original Song: A Place Called England van Maggie Holland
- Best Traditional Track: Raggle Taggle Gypsy uitgevoerd door Waterson-Carthy
- Best Group: Waterson-Carthy
- Horizon Award: Nancy Kerr en James Fagan
- Instrumentalist of the Year: Martin Hayes
- Radio 2 Special Award: Joan Baez
- Radio 2 Special Roots Award: Youssou N'Dour
- Andy Kershaw Roots Award: Joe Boyd en Lucy Durán
- Good Tradition Award: Topic Records
- Folk Club Award: Westhoughton
- Best Live Act: La Bottine Souriante